# Le Goût de la farine
Le Goût de la farine est un documentaire québécois réalisé par Pierre Perrault, tourné dans la région Côte-Nord et sorti en 1977.
Dans ce long métrage, Pierre Perrault montre la rencontre de trois intellectuels montréalais avec des gens de la nation Innu, appelés aussi Montagnais.